# Trapphof
 Trapphof  ist ein abgegangener Hof auf der Gemarkung des heutigen Heilbronner Stadtteils Neckargartach im nördlichen Baden-Württemberg.

## Geschichte des Ortes Trapphof
Trapphof, heute eine totale Hofwüstung, lag nach Heim an einem Waldbrunnen 2,3 km im Nordwesten von Neckargartach und an einer Verbindungsstraße, die von Neckargartach nach Biberach führte.